# Grateful Dead (Album)
Grateful Dead ist ein Doppel-Livealbum der Band Grateful Dead.

## Geschichte
Im Gegensatz zum ersten Livealbum Live/Dead beinhaltet dieses Album neueres, selbst geschriebenes Material und Coverversionen von anderen Künstlern.
Als Produzent fungierte wieder David Hassinger, der zuletzt für die Band das Album Anthem of the Sun mitproduzierte, bevor er die Band im Streit verließ. Zudem war dies das erste Album ohne Mickey Hart, der die Band verließ, nachdem sein Vater und damalige Manager der Band 155.000 US-Dollar veruntreute. Im Gegenzug wurde Merl Saunders als Gastmusiker bei einigen Konzerten gewonnen.
Für das Album wurden Songs aus sieben verschiedenen Konzerten ausgewählt, die die Band im Laufe des Frühjahres 1971 gegeben hatte.
Der Klassiker Johnny B. Goode von Chuck Berry wurde am 24. März in der Winterland Arena in San Francisco aufgenommen.
Big Railroad Blues und das Medley aus Not Fade Away und Goin' Down the Road Feeling Bad wurden aus einem Konzert im Manhattan Center, New York City vom 5. April ausgewählt.
An selber Stelle am 6. April die Songs Playing in the Band, Oh Boy! und I'm a Hog for You aufgenommen.
Im Fillmore East in New York City traten Grateful Dead im Laufe von mehreren Tagen abendlich auf. Am 26. April spielte die Band die Songs Mama Tried, Big Boss Man und Wharf Rat, Bertha und Me & Bobby McGee wurden am 27. April aufgenommen und The Other One am 28. April. Der letzte Song Me & My Uncle wurde vom Fillmore East Konzert am 29. April gewählt.
Playing in the Band wurde insbesondere von den Radiostationen gut aufgenommen und gehörte zu den meistgespielten Songs in deren Live-Repertoire.
2001 wurde eine überarbeitete Version der 11 Lieder und drei weitere von Rhino Records für das Boxset The Golden Road (1965-1973) auf den Markt gebracht, die dann auch 2003 als einzelne CD als auch Audio-DVD veröffentlicht wurden.
Grateful Dead blieb dem Stil der letzten beiden Alben treu, indem sie auch hier weitgehend Song auswählten, die aus den Bereichen Folk-Rock, Bluesrock und Rock ’n’ Roll stammten.

## Trivia
Das Album ist auch unter den Namen Skull & Roses und Skullfuck bekannt; Skull & Roses bedingt durch die Zeichnungen des Covers, und Skullfuck war von der Band als eigentlicher Albumtitel gedacht, was jedoch von Warner Bros. Records abgelehnt wurde.
Häufig wird das Album mit dem Debütalbum The Grateful Dead (1967) bedingt durch die (fast) Namensgleichheit verwechselt.
Auch das Medley aus Not Fade Away und Goin’ Down the Road Feeling Bad fand Anklang bei den Radiostationen und wurde bei Konzerten ein Favorit der Fans.
Der Song Wharf Rat wurde von einer Fangruppe als offizielle Bezeichnung in den 1980ern übernommen. Die Gruppe The Wharf Rat Group of Alcoholics Anonymous ging aus der Fangruppe Deadheads hervor und steht für ein Leben ohne Alkohol und andere Drogen.
Das Cover wurde einer Zeichnung im persischen Gedichtband Rubaiyat of Omar Khayyam nachempfunden.

## Erfolge
In den Billboard Charts erreichte das Album den Platz 25.

## Titelliste

### 1971 LP

#### Seite 1
1. Bertha (Jerry Garcia, Robert Hunter)
2. Mama Tried (Merle Haggard)
3. Big Railroad Blues (Merle Haggard)
4. Playing in the Band (Jerry Garcia, Robert Hunter, Mickey Hart)

#### Seite 2
1. The Other One (Bill Kreutzmann, Bob Weir)

#### Seite 3
1. Me & My Uncle (John Phillips)
2. Big Boss Man (Luther Dixon, Al Smith)
3. Me & Bobby McGee (Fred Foster, Kris Kristofferson)
4. Johnny B. Goode (Chuck Berry)

#### Seite 4
1. Wharf Rat (Jerry Garcia, Robert Hunter)
2. Not Fade Away/Goin’ Down the Road Feeling Bad (Charles Hardin, Norman Petty)

### 2003 CD
1. Bertha (Jerry Garcia, Robert Hunter)
2. Mama Tried (Merle Haggard)
3. Big Railroad Blues (Merle Haggard)
4. Playing in the Band (Jerry Garcia, Robert Hunter, Mickey Hart)
5. The Other One (Bill Kreutzmann, Bob Weir)
6. Me & My Uncle (John Phillips)
7. Big Boss Man (Luther Dixon, Al Smith)
8. Me & Bobby McGee (Fred Foster, Kris Kristofferson)
9. Johnny B. Goode (Chuck Berry)
10. Wharf Rat (Jerry Garcia, Robert Hunter)
11. Not Fade Away/Goin' Down the Road Feeling Bad (Charles Hardin, Norman Petty)
12. Oh Boy! (live) (Buddy Holly)
13. I’m a Hog for You (live) (Jerry Leiber, Mike Stoller)
14. Grateful Dead Radio Spot